# Pantalowice (gromada)
Pantalowice (alt. Pantałowice) – dawna gromada, czyli najmniejsza jednostka podziału terytorialnego Polskiej Rzeczypospolitej Ludowej w latach 1954–1972.
Gromady, z gromadzkimi radami narodowymi (GRN) jako organami władzy najniższego stopnia na wsi, funkcjonowały od reformy reorganizującej administrację wiejską przeprowadzonej jesienią 1954 do momentu ich zniesienia z dniem 1 stycznia 1973, tym samym wypierając organizację gminną w latach 1954–1972.
Gromadę Pantalowice z siedzibą GRN w Pantalowicach utworzono – jako jedną z 8759 gromad na obszarze Polski – w powiecie przeworskim w woj. rzeszowskim na mocy uchwały nr 31/54 WRN w Rzeszowie z dnia 5 października 1954. W skład jednostki wszedł obszar dotychczasowej gromady Pantalowice ze zniesionej gminy Kańczuga oraz przysiółek Dział z dotychczasowej gromady Łopuszka Wielka ze zniesionej gminy Manasterz w tymże powiecie. Dla gromady ustalono 16 członków gromadzkiej rady narodowej.
31 grudnia 1961 do gromady Pantalowice włączono wieś Rączyna ze zniesionej gromady Rączyna w tymże powiecie.
1 stycznia 1969 do gromady Pantalowice włączono wieś Bóbrka Kańczucka ze zniesionej gromady Bóbrka Kańczucka w tymże powiecie.
Gromada przetrwała do końca 1972 roku, czyli do kolejnej reformy gminnej.